# 乔家湾镇
乔家湾镇，原为乔家湾乡，是中华人民共和国山西省临汾市蒲县下辖的一个乡镇级行政单位。2021年5月，撤乡设镇。

## 行政区划
乔家湾镇下辖以下地区：
乔家湾村、南峪村、后堡村、井上村、冯南庄村、马如河村、前进村、前堡村、尚店村、曹村、木坪村和小洼村。